# Issikiocrania japonicella
Issikiocrania japonicella är en fjärilsart som beskrevs av Sigeru Moriuti 1982. Issikiocrania japonicella ingår i släktet Issikiocrania och familjen purpurmalar. Inga underarter finns listade i Catalogue of Life.